# U25B型柴油机车
U25B型柴油机车是由美国通用电气公司研制的一种柴油机车，机车装用一台2500马力的FDL16型柴油机。U25B型柴油机车作为通用电气公司第一款为美国市场大量提供的干线柴油机车，不仅大大提高了通用电气公司在美国柴油机车市场的竞争力，亦为日后通用电气公司与易安迪公司的激烈竞争，以及争夺全球柴油机车市场的领导地位奠定了基础。

## 开发背景
从1930年代至1950年代初，通用电气公司主要为北美市场提供小型调车柴油机车，而干线柴油机车方面通用电气公司并没有向市场直接推出自己的产品，而是采用与美国机车公司建立合作伙伴关系的方式，为美国机车公司的干线柴油机车提供电传动系统，通过结合两家公司各自的优势，与通用汽车旗下易安迪公司（EMD）展开竞争。1953年，通用电气公司决定结束与美国机车公司的合作关系，正式涉足干线柴油机车的市场。1954年，通用电气公司试制了一组由四节独立机车重联连挂而成的UM20B型干线柴油机车，并将其租借予伊利鐵路投入为期约五年的试运行。
1956年6月，通用电气公司向市场推出第一款“通用”系列柴油机车（Universal series）——UD18型柴油机车。这款机车的主要竞争对象是易安迪的GP7、GP9型柴油机车，机车装载一台12气缸、1800马力的FDL12型柴油机，并且与竞争对手一样采用单司机室外走廊式车体结构。通用电气公司首先试制了两台UD18型柴油机车作为样板机车，但美国本土的铁路公司对此没有太大兴趣，反而却吸引到来自墨西哥国营铁路的订单。继UD18型柴油机车之后，通用电气公司又陆续推出了U4B、U5B、U9B/C、U12B/C型柴油机车，主要出口至南美洲国家。
与此同时，通用电气公司也着手改良库珀贝西默公司的四冲程柴油机（通用电气公司与库珀贝西默公司于1953年签订了合作协议，通用电气公司可自行对FVBL系列柴油机作进一步开发）。1958年9月，通用电气公司完成试制第一台16气缸、2400马力的FDL16型柴油机，为日后7FDL系列大功率柴油机的发展拉开了序幕。1959年4月，首两台装用FDL16型柴油机的干线柴油机车原型车在宾夕法尼亚州的伊利工厂落成，这两台机车原本计划作为向海外市场推销的样板机车，通用电气公司当时称之为XP24型柴油机车。
这款机车出现后成为当时美国国内单机功率最大的四轴柴油机车，车体外形与UD18型柴油机车一样采用单司机室外走廊式车体结构，并且还采用了模块化电子控制系统、防滑行防空转系统、中央空气滤清系统等崭新技术，“U艇”（U-Boats）的绰号亦由此而来。FDL16型柴油机是一种16气缸、四冲程、水冷式、涡轮增压的V型中速柴油机，在U25B型柴油机车上的额定功率为2500马力，气缸直径为9英寸（228.6毫米），活塞行程为10.5英寸（266.7毫米）。U25B型柴油机车使用直—直流电传动装置，柴油机直接驱动一台GT-598型直流牵引发电机，并将发出的直流电供给四台并联的GE-752型串励直流牵引电动机。
由于不少美国的铁路公司对此表现出兴趣，通用电气公司为了便于打入美国本土市场，于1960年将这款机车改称为U25B型柴油机车，其中“U”代表“通用”系列、“25”代表单节功率为2500马力、“B”代表机车轴式为Bo-Bo。1961年，首批四台U25B型柴油机车交付圣路易斯－旧金山铁路（St. Louis–San Francisco Railway）。此后，联合太平洋铁路、賓夕法尼亞鐵路、南太平洋鐵路、紐約中央鐵路、岩岛铁路、切萨皮克与俄亥俄铁路等铁路公司陆续订购了更多的U25B型柴油机车，还有一些公司订购了六轴版本的U25C型柴油机车。至1966年2月停产为止，通用电气公司共生产了478台U25B型柴油机车（包括最初的两台原型车）。同级的后继产品为U28B型柴油机车。

## 初始用户
| 铁路公司                   | 数量 | 机车编号               | 备注 |
| -------------------------- | ---- | ---------------------- | --- |
| 通用电气（原型车）         | 2    | 751～752               | 原称为XP24型柴油机车，属于通用电气公司的自有保留车。                                                                                          |
| 通用电气（样板车）         | 4    | 753～756               | 于1961年售予圣路易斯－旧金山铁路，机车编号变更为804～807。                                                                                    |
| 通用电气（样板车）         | 4    | 2501–2504              | 于1961年售予联合太平洋铁路，机车编号变更为633～636。                                                                                          |
| 艾奇遜，托皮卡和聖塔菲鐵路 | 16   | 1600～1615             | 机车编号后来变更为6600～6615。 |
| 切萨皮克与俄亥俄铁路       | 38   | 2500～2537             | 机车编号后来变更为8100～8137。 |
| 芝加哥，伯靈頓和昆西鐵路   | 6    | 100～105               | 后来被转售予伯灵顿北方铁路，机车编号变更为5424～5429。                                                                                        |
| 密尔沃基铁路               | 12   | 380～391               | 380号机车于1966年因故退役， 其余机车的编号后来变更为5000～5010，之后又再变更为5050～5060。                                                    |
| 芝加哥，岩島和太平洋鐵路   | 39   | 200～238               | 225～238号机车后来被转售予缅因州中央铁路，机车编号变更为225～238。                                                                            |
| 伊利拉卡瓦纳铁路           | 27   | 2501～2527             | 后来被转售予联合铁路公司，机车编号变更为2570～2596。                                                                                          |
| 大北方铁路                 | 24   | 2500～2523             | 后来被转售予伯灵顿北方铁路，机车编号变更为5400～5423。                                                                                        |
| 路易斯维尔和纳什维尔铁路   | 27   | 1600～1626             | |
| 纽约中央铁路               | 70   | 2500～2569             | 后来被转售予賓州中央運輸公司，机车编号变更为2500～2569；之后又再次被转售予联合铁路公司，机车编号变更为2500～2569。                            |
| 纽约，纽黑文和哈特福德铁路 | 26   | 2500～2525             | 后来被转售予賓州中央運輸公司，机车编号变更为2660～2685；之后又再次被转售予联合铁路公司，机车编号变更为2660～2685。                            |
| 诺福克和西方铁路           | 1    | 3515                   | 机车编号后来变更为8138。 |
| 賓夕法尼亞鐵路             | 59   | 2500～2548、2649～2658 | 机车编号变更为2600～2658；后来被转售予賓州中央運輸公司，机车编号变更为2600～26585；之后又再次被转售予联合铁路公司，机车编号变更为2600～2658。 |
| 圣路易斯－旧金山铁路       | 28   | 800～803、808～831     | 后来被转售予伯灵顿北方铁路，机车编号变更为5210～5233。                                                                                        |
| 南太平洋鐵路               | 68   | 7500～7567             | 机车编号后来变更为6700～6767。 |
| 联合太平洋铁路             | 12   | 625～632、637～640     | |
| 沃巴什铁路                 | 15   | 500～514               | 后来被转售予诺福克和西方铁路，机车编号变更为3516～3529，之后又再变更为8139～8152。                                                            |
| 共计                       | 478  |                        | |

## 车辆保存

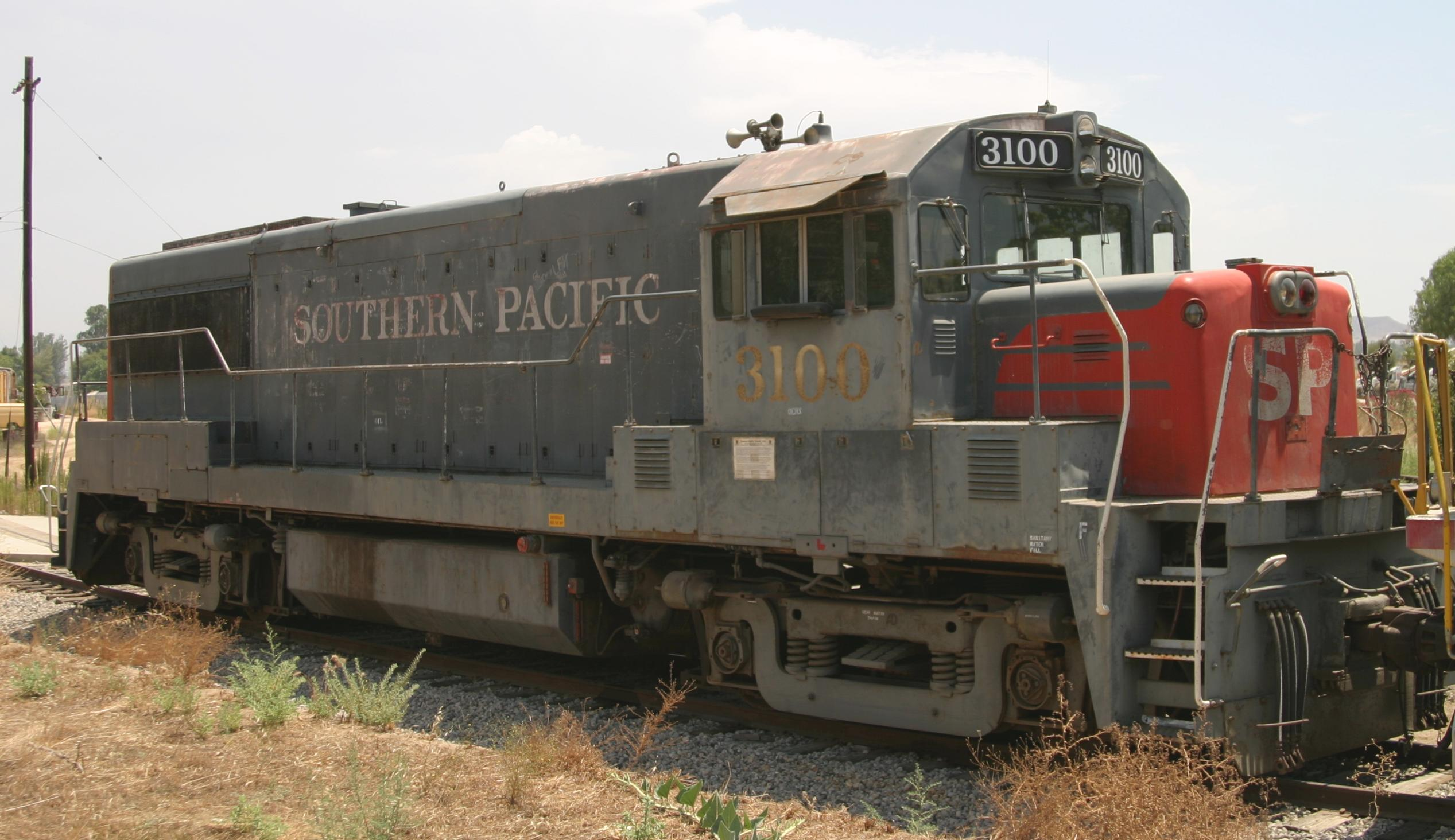
橙縣帝國鐵路博物館的南太平洋铁路3100号机车

- 南太平洋铁路3100号机车是目前唯一一台仍然可正常运行的U25B型柴油机车，被永久保存于加州南部的橙縣帝國鐵路博物館（英语：Orange Empire Railway Museum）。这台机车于1963年落成并交付南太平洋铁路，最初的机车编号为7508号，后来分别在1965年和1979年先后更改编号为6708号和3100号。这台机车最终于1986年退役，并于1988年成为橙縣帝國鐵路博物館的收藏品[4]。
- 密尔沃基铁路5056号机车被保存于伊利諾伊州麥克亨利縣的伊利諾伊鐵道博物館，并正在进行修复工作。
- 密尔沃基铁路5057号机车被保存于加州波托拉的西太平洋鐵路博物館[5]。
- 纽约中央铁路2500号机车被保存于宾夕法尼亚州伊利縣的湖岸铁路历史协会博物馆[6]。
- 纽约，纽黑文和哈特福德铁路2525号机车被保存于康涅狄格州利奇菲爾德縣的新英格兰铁路博物馆。
- 联合铁路公司2510号机车由大东北铁路基金会拥有，目前保存于紐約州奧爾巴尼縣。